# Beruri (cratère martien)
Pour la localité brésilienne, voir Beruri.

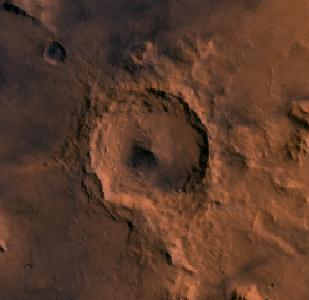
Le cratère Beruri en 1998.

Beruri est un cratère d'impact de 46 km de diamètre situé sur Mars dans le quadrangle de Syrtis Major par 5,2° N et 81,2° E à l'ouest de Libya Montes au sud d'Isidis Planitia.